# シャトー＝シノン (ヴィル)
シャトー＝シノン (ヴィル) （フランス語:Château-Chinon (Ville)、オイル語ブルギニョン・モルヴァンディオ方言:Sâtiau-Sgnion）は、フランス、ブルゴーニュ＝フランシュ＝コンテ地域圏、ニエーヴル県のコミューン。「シャトー＝シノン (ヴィル)」は2008年からの正式名称で、それ以前はカッコの前にスペースのない「シャトー＝シノン(ヴィル)」であった。コミューン名に(ヴィル)が付くようになったのは、フランス革命以後、1つのコミューンであったシャトー＝シノンが「シャトー＝シノン (ヴィル)」と「シャトー＝シノン (カンパーニュ)」の2つに分離し、区別が必要となったためである。
オー＝モルヴァン地方の中心地とみなされるシャトー＝シノンは、標高609mの丘の上にある。戦略上の立地条件から考えると、アエドゥイ族のいたガリア時代、ガロ＝ローマ時代からの歴史を持つ。中世からアンシャン・レジーム時代まではフランス王国の大貴族に属するカウンティであった。現代に入ると、シャトー＝シノンの首長を務めたフランソワ・ミッテランがフランス大統領に選出されている。

## 地理

まちはシャトー＝シノン (カンパーニュ)に四方を囲まれている

まちはアンフィテアトルムのようなかたちをしている。南と西の丘は標高609mになる。カルヴェール地区はヨンヌ川と左岸とバゾワ平野を見下ろす。
このまちはオー＝モルヴァン地方の中心とみなされている。まちは県東部にあり、ソーヌ＝エ＝ロワール県との県境から13kmほどしか離れていない。面積428haしかないシャトー＝シノンは、県有数の小さな自治体である。

## 交通
- 道路 - 県道978号線がコミューンの西から東を通る。西に向かうとヌヴェール、オータンに達する。南からやってきた場合、リュジーの後で県道27号線を介して達することができる。まちはまた県道37号線からアクセス可能である。北からは県道944号線でロルムやアヴァロンより来ることができる。
- バス - 5つのバス路線がある。20世紀初頭、オータン-シャトー＝シノン鉄道が走り駅があったが、やがて自動車による陸運にとってかわり、1931年に廃止され、バスに替わっている。

## 由来
シャトー＝シノンの名はかつてこの地にあったオッピドゥムのラテン語名、カストルム・カニヌム（Castrum caninum）に由来する。
アンシャン・レジーム時代の名はシャステル＝シノン（Chastel-Chinon）、そしてシャトーシノン（ChâteauChinon）であった。フランス革命時代、革命的な名称が好まれたためシノン＝ラ＝モンターニュ（Chinon-la-Montagne、まだこの時代は「シャトー＝シノン (カンパーニュ)」と同一のコミューンを形成していた）と改名させられた。革命後はシャトー＝シノン (ヴィル)となった。

## 歴史

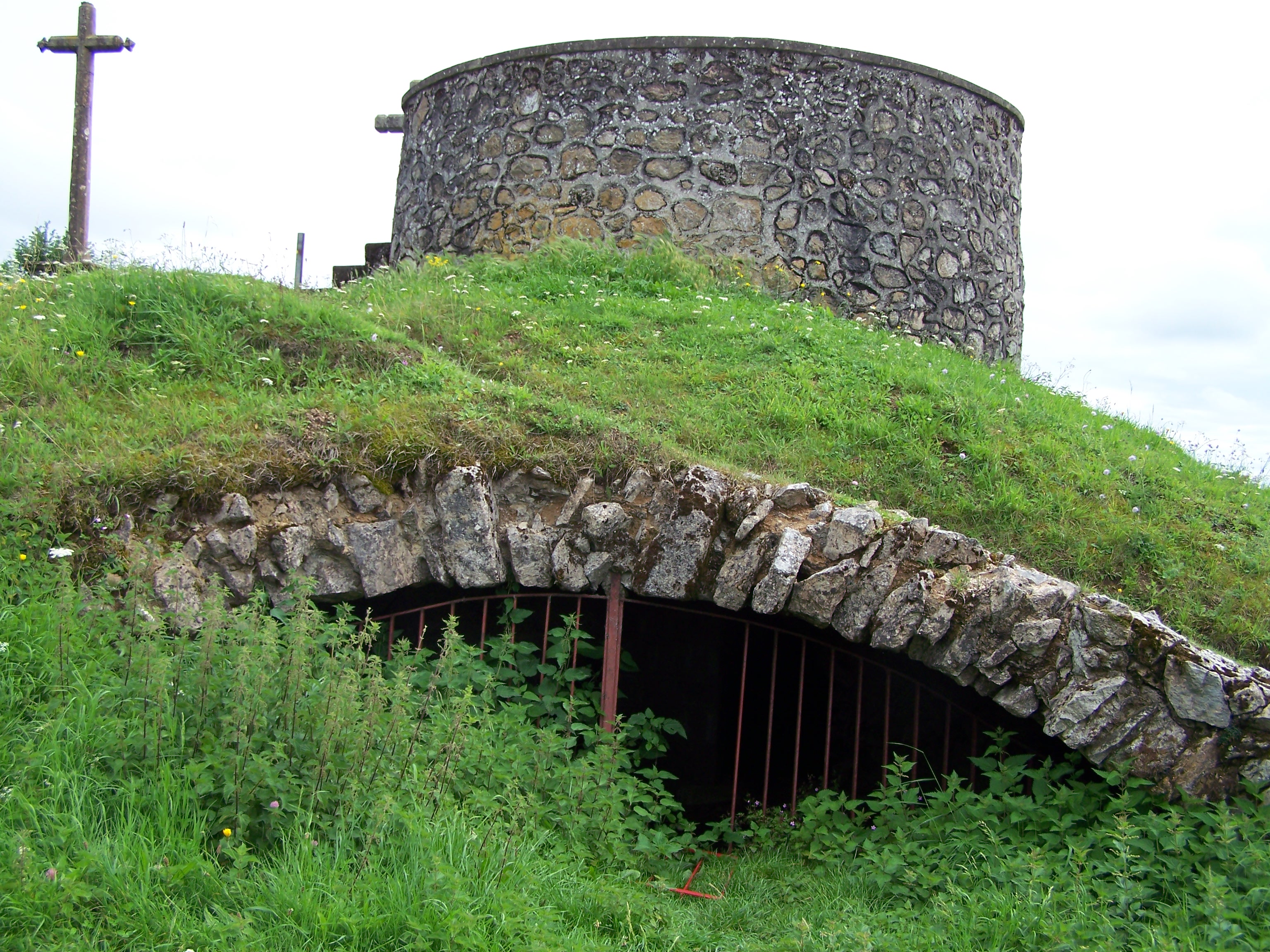
シャトー＝シノンの城の遺構

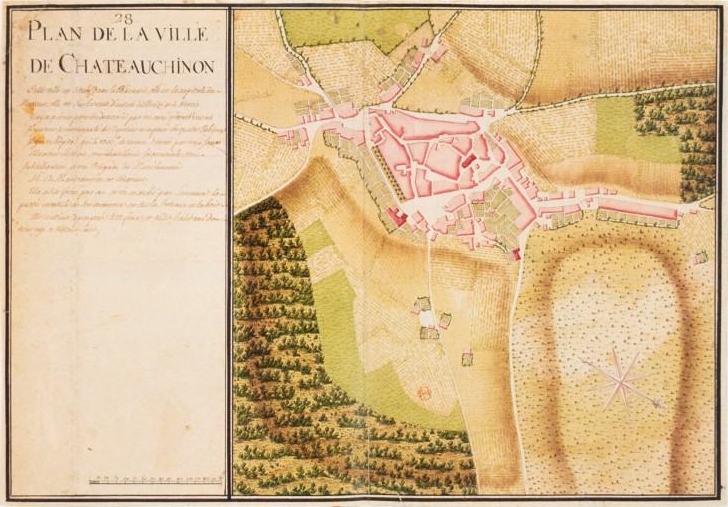
18世紀に描かれたシャトー＝シノン

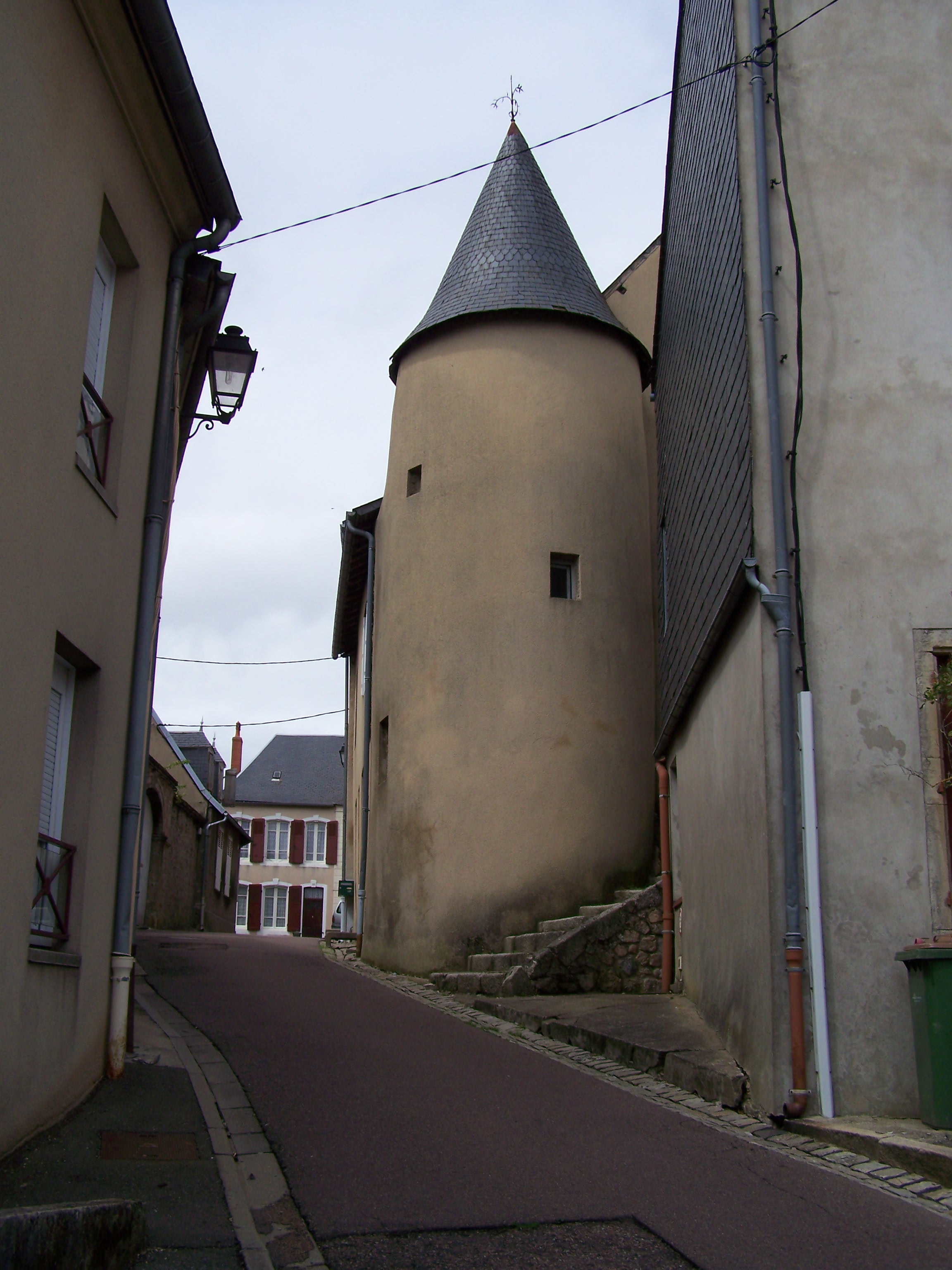
まちの中に残る塔は、かつてまちを取り巻いていた壁の跡である

カルヴェールの丘の頂上から発掘品が出土し、先史時代の岬状の砦や囲い地があった。19世紀から20世紀の発掘においては中世、ガロ＝ローマ、ガリア時代からさらにさかのぼる、銅製の斧、青銅製ブレスレットといった出土品があった。
カルヴェールの丘の頂上ではガリア系のアエドゥイ族が、総面積3.5haの楕円状のオッピドゥムを確立していた。オッピドゥムには2箇所の水門があった。その後、ガリアのオッピドゥムはローマのカストルムとなり、アウグストドゥヌム（オータン）、インタラヌム（アンタラン＝シュル＝ノアン）の間を通るローマ街道の戦略的要所であった。
19世紀に行われたエドモン・ボグロ博士の発掘では、宝飾品、彫像、陶器、青銅器でできたオブジェが出土した。ガリア時代とローマ時代の硬貨も発見された。
シャトー＝シノンは最初領主の領地であり、その後シャトレニー（fr、城代の領地）となり、最終的には255以上の荘園と領地を備えたカウンティとなった。
カウンティ内でのシャトレニーの起源は不明である。ジャック＝フランソワ・ボーディオーによれば、シャルル6世がカウンティ内のシャトー＝シノンのシャトレニーを、ウルーのシャトレニー、ブラシーやプラースの領地、ロルム男爵領の一部とともに創設したのは1389年である。ジョセフ・パスケは著作「Le Haut-Morvan et sa capitale Château-Chinon」において同じ日付を記している。しかしエドモン・ボグロ博士が指摘しているように、特許状にこの創設の日付は記されていない。加えて、1389年に公布されたいくつかの公式の文書では、シャトレニーとしてのシャトー＝シノンについて言及しているのである。特に1462年6月の『ルイ11世による、シャトー＝シノンにおける塩貯蔵庫を創設し、そしてシャトー＝シノンをペイ・デレクション（fr、当時の行政区画の1つで、フランス王国政府から任命された王の代理人が財政・金融を司った）とすることを承認する憲章』において、『シャステル＝シノン（シャトー＝シノン）のシャトレニーと領地』（laditte terre, chastellenie et seigneurie de Chastel-Chinon）と記されている。
1454年、ルイ11世のいとこにあたるブルゴーニュ公シャルルは、ブルボン公女イザベル・ド・ブルボンと再婚した。彼女の持参金の一部としてシャトー＝シノンがブルゴーニュ公国にもたらされた。1477年にシャルル2世がナンシーの戦いで戦死し、年若い一人娘マリー・ド・ブルゴーニュが、人口危機や疫病の流行で経済が困難な状態となった多くの領地を父親から継承した。ブルゴーニュ公国を併合する機会を得たルイ11世は、ブルゴーニュ女公と彼女の財産権を保護すると約束しながら、1477年にマリーの叔父であるブルボン公ジャン2世にシャトー＝シノンを割譲させた。しかしマリーは1477年にオーストリア大公マクシミリアン（のちの神聖ローマ皇帝マクシミリアン1世）と結婚し、1483年のアラス条約でシャトー＝シノン領主がマクシミリアンであることが承認された。
1506年、カール5世はシャトー＝シノン伯爵（comte de Château-Chinon）の称号を保有していた。カウンティは15世紀終わりから16世紀初頭に創設されたと推測される。
1517年、ルイ1世・ドルレアン＝ロングヴィルの未亡人、ジャンヌ・ド・オクベールは、ダーム・ド・シャトー＝シノン（Dame de Château-Chinon、シャトー＝シノンの貴婦人、領主）となった。彼女の後継者であった嫡子シャルルは1525年のパヴィアの戦いで戦死したため、ジャンヌは亡父が先妻との間にもうけた息子であるロトラン侯爵フランソワにシャトー＝シノンとノワイエルの領地を与えた。その後、男系相続者が絶え、1565年にコンデ公ルイ1世の妻となっていたフランソワーズ・ドルレアン＝ロングヴィルが領地を相続した。
シャトー＝シノンはフランソワーズの子孫が相続し、トンマーゾ・フランチェスコ・ディ・サヴォイアの妻となっていたマリー・ド・ブルボン＝コンデが1644年に相続し、まちは部分的にサヴォイア＝カリニャン家が所有することとなった。しかしヴィットーリオ・アメデーオ1世・ディ・サヴォイア＝カリニャーノの代になって、彼の浪費による借財の返済のため、1719年にシャトー＝シノンを売却を余儀なくされた。325000リーヴルでシャトー＝シノンを購入したのはマクラニー侯爵であった。
革命後、コミューンはシャトー＝シノン・イントラ＝ミュロ（Château-Chinon Intra-Muros）とシャトー＝シノン・エクストラ＝ミュロ（Château-Chinon Extra-Muros）の異なるコミューンに分かれた。これがそれぞれ「シャトー＝シノン (ヴィル)」と「シャトー＝シノン (カンパーニュ)」となっている。
1950年代、シャラント生まれの政治家がシャトー＝シノンにやってきた。1959年から1981年まで首長であったフランソワ・ミッテランである。彼はフランス第四共和政時代の大臣を務めた。彼は1981年にフランス大統領となった。

## 人口統計
| 1962年 | 1968年 | 1975年 | 1982年 | 1990年 | 1999年 | 2006年 | 2009年 |
| ------ | ------ | ------ | ------ | ------ | ------ | ------ | ------ |
| 2443   | 2578   | 2636   | 2463   | 2502   | 2307   | 2204   | 2137   |

参照元:1968年以降INSEE

## 経済
経済分野は一般的に、ウシやブタの飼育、林業、観光、エコツーリズムが行われている。しかしシャトー＝シノンは小さなまちであるため、雇用は都市圏に集中するか、地元の商店か工房での勤務が主体である。

## 姉妹都市
- コルトーナ、イタリア
- トンブクトゥ、マリ共和国
- ヴィルレアル、フランス

## 出身者
- レジーヌ・ペルヌー（fr、1909年-1998年） - 歴史家